# Tipula multipicta
Tipula multipicta är en tvåvingeart som beskrevs av Becker 1908. Tipula multipicta ingår i släktet Tipula och familjen storharkrankar. Inga underarter finns listade i Catalogue of Life.